# Варвара Доброселова
Варвара Алексеевна Доброселова — один из двух главных персонажей романа «Бедные люди» русского писателя XIX века Фёдора Михайловича Достоевского.

## Образ
Молодая одинокая девушка, проживающая на окраине Петербурга и зарабатывающая на жизнь шитьём. В её жизни не происходит ничего примечательного. Она живёт незаметно, избегая людских глаз, в одном доме с бедным мелким чиновником средних лет Макаром Девушкиным так, что её окно расположено напротив окна Девушкина. В ответ на письма чиновника о своей службе и увлечениях, передачи сладостей и нарядов, а также обещания назначить свидание, в своих письмах Варенька рассказывает Макару о своём настроении, страхах о будущем, а также вспоминает детство. Одновременно она изнемогает под тяжестью признаний Девушкина: «Какой у вас странный характер, Макар Алексеевич! Вы уж слишком сильно всё принимаете к сердцу; от этого вы всегда будете несчастнейшим человеком». Роман персонажей «не имеет будущности», так как Девушкину нужна только сама переписка, а пережившая жизненные потрясения Варенька всё-таки надеется на «другую жизнь».
Образ Вареньки больше раскрывается в её дневнике, чем в письмах. Из её воспоминаний о прошлом становится известно о горьком детстве и юности всего с несколькими счастливыми днями. Несмотря на полученное образование в пансионе, оно было достаточно поверхностное, из-за чего все её записи сделаны по образцу сентиментализма, в них нет какой-либо самобытности. Отметив, что по мастерству изложения дневник Вареньки сильно уступает письмам Девушкина, Виссарион Белинский обратил внимание на то, с каким «изумительным мастерством» Достоевский подошёл к дневнику девушки. В нём изложено всё: детство, переезд в Петербург, проблемы отца, пансион, жизнь в доме Анны Фёдоровны, сближение с Покровским и его смерть. И в то же время Варенька «не выговаривает ни одного щекотливого для неё обстоятельства, ни бесчестных видов на неё Анны Фёдоровны, ни своей любви к Покровскому, ни своего потом невольного падения», хотя для читателя всё это оказывается понятным без объяснений.
Испытывая некоторый ужас перед большим городом, Варенька склонна идеализировать крепостную деревню. В записках и письмах она противопоставляет веселые крестьянские песни во время работы и посиделки в избах после окончания уборки хлеба негостеприимным сердитым городским лицам. Именно в деревне среди крестьян она испытала воздействие «животворных истоков исконной художественной и этической культуры», сближающее персонаж с пушкинской Татьяной Лариной. Наряду с Девушкиным, Варенька также является носителем фольклора. Помимо симпатии к фольклоризированному крестьянскому быту и обрядам, она владела искусством ручной вышивки: «Федора продает ковёр, который я вышила; дают пятьдесят рублей ассигнациями». Для подобной работы нужно было знать не только технику, но и «поэтику» русского народного художественного шитья.
В конце романа Варенька покидает Петербург, согласившись стать женой деревенского помещика. Любовь к Девушкину хоть и возвышенна, но не мешает эгоистическим проявлениям. Готовясь к свадьбе, Варенька не обращает внимания на состояние Девушкина, загружая его всевозможными поручениями.
Литературный критик Пётр Плетнёв положительно отметил «Записки бедной девушки» о жизни Вареньки до описываемых в романе событий, хотя в целом роман ему «почти не понравился», как написанный через силу и без разделения описанных ощущений. Критик Виссарион Белинский, в целом восторженно оценивавший роман, отмечал, что «лицо Вареньки как-то не совсем определённо и оконченно; но, видно, уж такова участь русских женщин, что русская поэзия не ладит с ними». Извиняло Достоевского, по мнению критика, только то, что с подобной задачей смог справиться только Пушкин в лице Татьяны. В начале 1848 года в критике романа в газете «Санкт-Петербургские ведомости» было отмечено, что «сочинение страдает общим недостатком так называемой „натуральной школы“ — безвкусием; бесцветность характера Вареньки — несносна. Это какие-то неясные тени, общие черты».

## Прототип
Исследователь творчества Достоевского Василий Комарович отмечал, что на создание романа повлияла личная переписка писателя с сестрой Варварой Михайловной, которую Фёдор Михайлович называл Варенькой, как и главную героиню «Бедных людей». Георгий Фридлендер подчеркнул, что Достоевский часто использовал личные впечатления, а также некоторых членов семьи в качестве прототипов для своих персонажей. Прототипом Вареньки Доброселовой послужила сестра писателя. Совпадает как имя героини, так и описываемые ей в дневнике воспоминания детства. В них появляется образ няни Достоевских Алены Фроловны, отец Вареньки напоминает отца Достоевского, а описание деревни похоже на описание его имения — села Дарового. Вероятным прототипом героини романа её делает также и похожее замужество, которое сам Достоевский пережил так же, как и Макар Девушкин переживает замужество Вареньки. Муж сестры писателя, Пётр Андреевич Карепин, в свою очередь мог послужить прототипом для господина Быкова, за которого вынуждена идти замуж Варенька.
Литературовед Александр Цейтлин впервые указал на другую Вареньку — персонажа повести Евгения Гребёнки «Горев Николай Федорович», впервые напечатанной в 1840 году. Главными героями произведения являлись бедный чиновник, «голодный, без приюта и без заработка», и его не менее бедная прелестная невеста, круглая сирота Варенька, которую он «страстно любит, как единственный светлый луч в его жизни». Но бедность чиновника мешает ему жениться на девушке. Цейтлин полагал, что этот образ «ясной, веселой и глубокой девушки» в том числе запечатлелся у Достоевского, чтобы спустя несколько лет отчасти проявиться в Вареньке из «Бедных людей».
Литературовед Виктор Виноградов обратил внимание, что выбором имени главной героини подчёркнута принадлежность романа к школе сентиментального натурализма: «История Вареньки была предопределена литературной традицией того „мещанского“ сентиментального романа, форму которого избрал Достоевский, подчеркнувши его именами Вареньки Доброселовой и Макара Девушкина». Филолог Моисей Альтман также отмечал, что довольно сложно определить в какой пропорции в именах главных героев «Бедных людей» присутствуют части от сентиментализма и натурализма.
Судя по письмам и сочинениям писателя, Достоевский мало интересовался своей древней родословной. Его отец «никогда не говорил о своей семье и не отвечал, когда его спрашивали о его происхождении». Из записок брата Фёдора Михайловича, Андрея Достоевского, следует, что даже в отчестве деда и девичьей фамилии бабушки братья уже не были уверены. Биограф писателя Людмила Сараскина отметила, что в Вареньке Добросёловой, главной героине первого романа Достоевского, проявляется то же отношение к своей родословной. Об отце героини известно только, что он «был управителем имения некоего князя П-го, лишился должности, сбережений и умер от горя».

## Перекличка с другими произведениями
Литературовед Александр Цейтлин отметил перекличку образа Вареньки с образами Лизаньки из повести «Слабое сердце» и Настеньки из повести «Белые ночи». Одновременно все они перекликаются с образом «ясной, веселой и глубокой» Вареньки из повести Евгения Гребёнки «Горев Николай Федорович».
Совпадение отчеств главных героев, Макара Алексеевича и Варвары Алексеевны, восходит к гоголевским традициям именования персонажей, вроде Афанасия Ивановича и Пульхерии Ивановны из повести «Старосветские помещики».
По мнению литературоведа Кэнноскэ Накамуры, Варенька Доброселова стала первой из огромного числа персонажей Достоевского, кто мучается от страха перед смертью. Этим её образ перекликается с образами героини романа «Неточка Незванова», Фёдором Карамазовым из «Братьев Карамазовых», Свидригайловым из «Преступления и наказания», Ипполитом из «Идиота» и прочими, разделяющими страхи самого Достоевского.
Параллели между «Бедными людьми» и романом «Подросток» обнаруживаются в отношениях «отцовско-дочеринского типа» между Варенькой и Макаром, которые напоминают отношения Софьи Андреевны с её мужем Макаром. Накамура также отмечал перекличку этих произведений с пушкинским «Станционным смотрителем», где главная героиня также уезжает с женихом.